# Wolfgang von Löhneysen
Hans-Wolfgang baron von Loehneysen (né le 28 août 1917 à Lunebourg et mort le 27 septembre 2004 à Berlin) est un historien de l'art allemand.

## Biographie
Löhneysen obtient son doctorat à Iéna en 1941 et enseigne de 1965 à 1982 en tant que professeur d'histoire de l'art à l'Université des arts de Berlin. Il écrit des traités d'histoire de l'art et de la pensée des XIXe et XXe siècles. Il édite les écrits de Goethe sur l'art dans l'édition Cotta (de) en deux volumes et édite les textes de toutes les œuvres de Schopenhauer en cinq volumes.
Il est enterré au cimetière boisé de Berlin-Dahlem.

## Travaux
- Die ältere niederländische Malerei – Künstler und Kritiker, Erich Röth, Eisenach und Kassel 1956
- Aus alten Sagen, aber neu erzählt. Haude und Spener, Berlin 1969
- Mistra, Griechenlands Schicksal im Mittelalter, Prestel, München 1977
- Eine neue Kunstgeschichte, Walter de Gruyter, Berlin/ New York 1984
- Heimat unter dem Himmel, Berg Athos, Heidelberger Verlagsanstalt, Heidelberg 1992
- Raffael unter den Philosophen, Philosophen über Raffael – Denkbild und Sprache der
- Interpretation, Duncker & Humblot, Berlin 1992
- Erlebtes Altertum, Abhandlungen zur Kunst- und Geistesgeschichte, St. Augustin 1998
- Tageskreise – Lebenslinien, Menschen um 1770, Verlag Königshausen & Neumann, Würzburg 2001
- Goethe und Schopenhauer – Abhandlungen zu Literatur und Kunst, St. Augustin 2001
- Savonarolas heimliche Zeitgenossen, eine Lektüre für Freunde der Ironie; Kunst-Brücke, Berlin 2002.